# آلبوم گردآوری‌شده

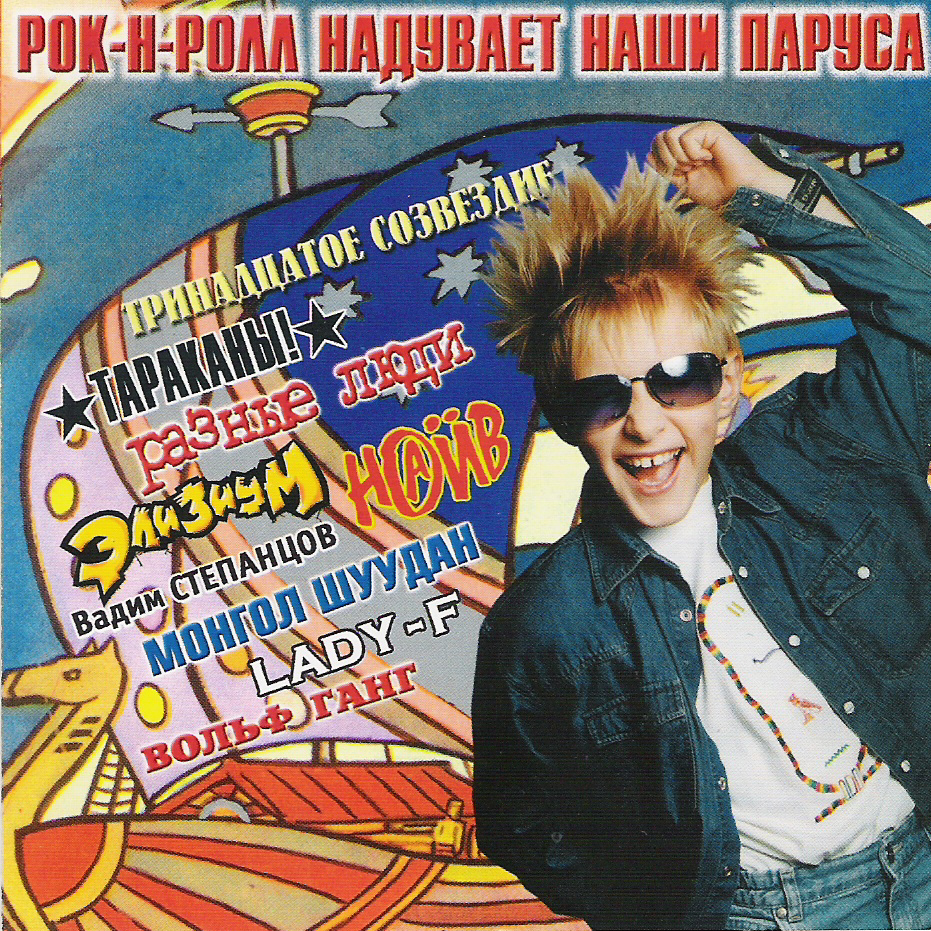
آلبوم گردآوری‌شده

آلبوم گردآوری‌شده یا آلبوم تلفیقی (به انگلیسی: Compilation album) یک آلبوم (موسیقی یا کلام) شامل آهنگ‌هایی از یک یا چند هنرمند موسیقی است، که اغلب از منابع گوناگون (مانند آلبوم‌های استودیویی، آلبوم‌های زنده، تک‌آهنگ‌ها، نسخه‌های آزمایشی و Outtake) جمع‌آوری شده‌اند. آهنگ‌ها به‌طور معمول مطابق یک ویژگی مشترک جمع‌آوری می‌شوند، مانند محبوبیت، ژانر، منبع یا موضوع. هنگامی که همه آهنگ‌ها از یک هنرمند موسیقی باشند، یک آلبوم گردآوری‌شده اغلب یک آلبوم گذشته نگر معرفی می‌شود. آلبوم‌های گردآوری‌شده ممکن است راهبردهای دسته‌بندی مرسوم محصول را بکار گیرد.